# Pseudonymphidia clearista
Pseudonymphidia clearista is een vlindersoort uit de familie van de prachtvlinders (Riodinidae), onderfamilie Riodininae.
Pseudonymphidia clearista werd in 1871 beschreven door Butler.